# 土樽駅
土樽駅（つちたるえき）は、新潟県南魚沼郡湯沢町大字土樽にある、東日本旅客鉄道（JR東日本）上越線の駅である。
東京側から望むと、清水トンネルを出てすぐの位置にある。また、上越線は当駅（正確には上り線の清水トンネル高崎側出口付近）から宮内駅（信越本線と接続）までが新潟支社管轄である。

## 歴史
かつて上越線の敷設工事が行われた際は、この付近の難所（清水トンネル、松川ループ線）に備え、土樽駅がある近くまで湯沢から延長約16kmの軽便鉄道線が敷設されていた。

### 年表
- 1931年（昭和6年）9月1日：鉄道省上越線・水上 - 越後湯沢間開通時に、土樽信号場として開業[1]。
- 1933年（昭和8年）12月8日：スキー季節中に限り、旅客営業を開始[1]。
  - 1935年（昭和10年）1月の例では、下りだけでも4本の定期列車が臨時停車していたほか、3本の臨時スキー列車が停車していた[2]。
- 1935年（昭和10年）9月25日：台風接近に伴う集中豪雨で、鉄道職員官舎40戸が流失。官舎に居住していた職員および家族160人は、山に逃れて無事[3]。
- 1941年（昭和16年）1月10日：駅に昇格し、土樽駅となる[1]。旅客駅[1]。
- 1945年（昭和20年）12月15日：貨物の取り扱いを開始（一般駅となる）[1]。
- 1960年（昭和35年）3月末：ホームをかさ上げ[4]。
- 1961年（昭和36年）10月1日：貨物の取り扱いを廃止（旅客駅に戻る）[1]。
- 1984年（昭和59年）2月1日：荷物の取り扱いを廃止[1]。
- 1985年（昭和60年）3月14日：無人駅となる[5]。
- 1987年（昭和62年）4月1日：国鉄分割民営化により、JR東日本の駅となる[1]。

## 駅構造
相対式ホーム2面2線を有する地上駅である。駅舎は上り線側にあり、両ホームは跨線橋で連絡している。かつては、相対式ホーム（副本線）および通過線（本線）を持つ2面4線の構造であったが、2008年（平成20年）6月3日から26日までホームの改築が行われた際に副本線が廃止となり、本線上にホームが設置された構造となった。工事期間中は全列車が通過し、越後中里駅と当駅の間でバスやタクシーによる代行輸送が行われた。
越後湯沢駅管理の無人駅である。

### のりば
| 番線 | 路線    | 方向 | 行先               |
| ---- | ------- | ---- | ------------------ |
| 1    | ■上越線 | 上り | 水上・高崎方面     |
| 2    | ■上越線 | 下り | 越後湯沢・長岡方面 |

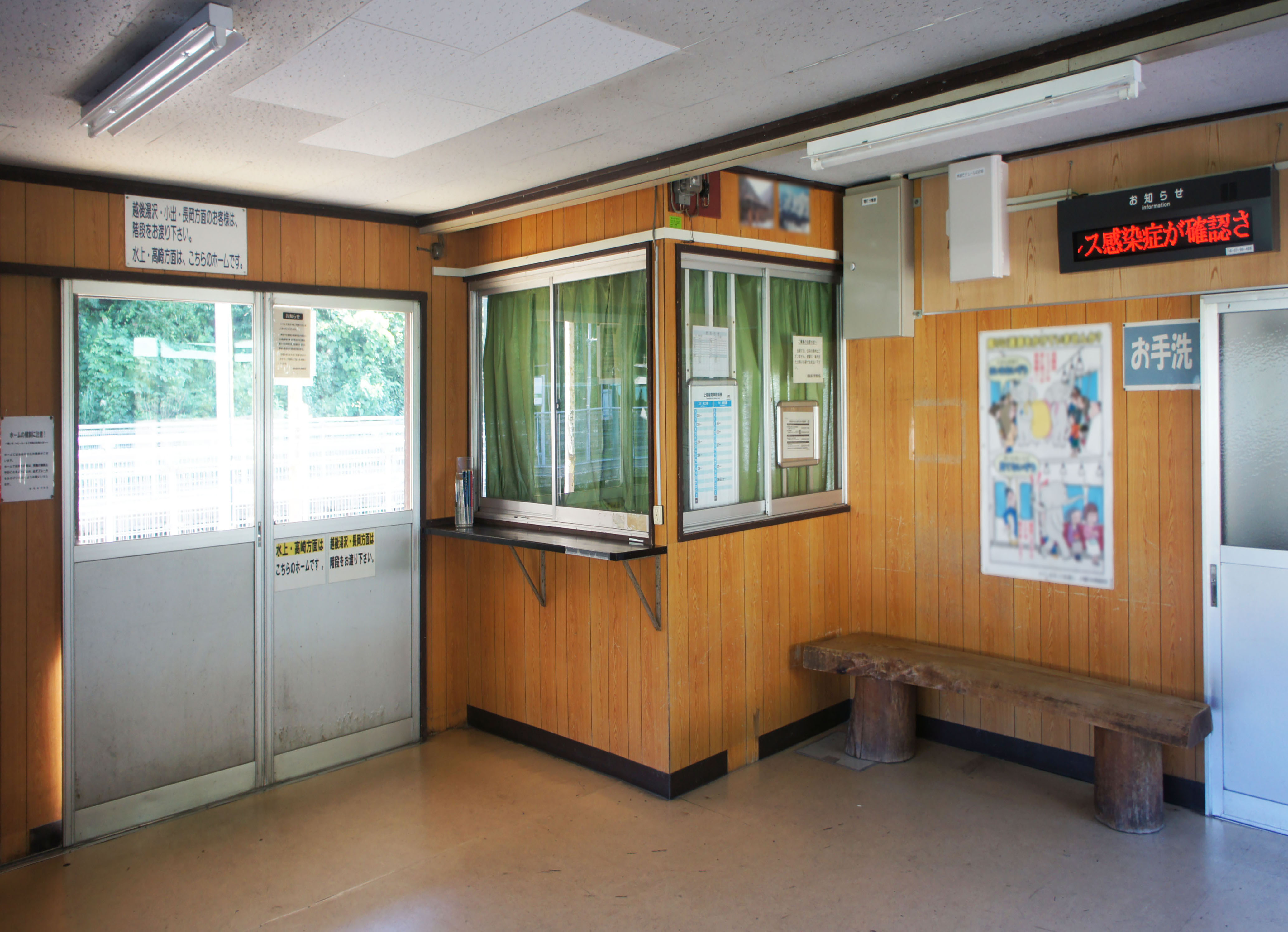
待合室（2021年7月）
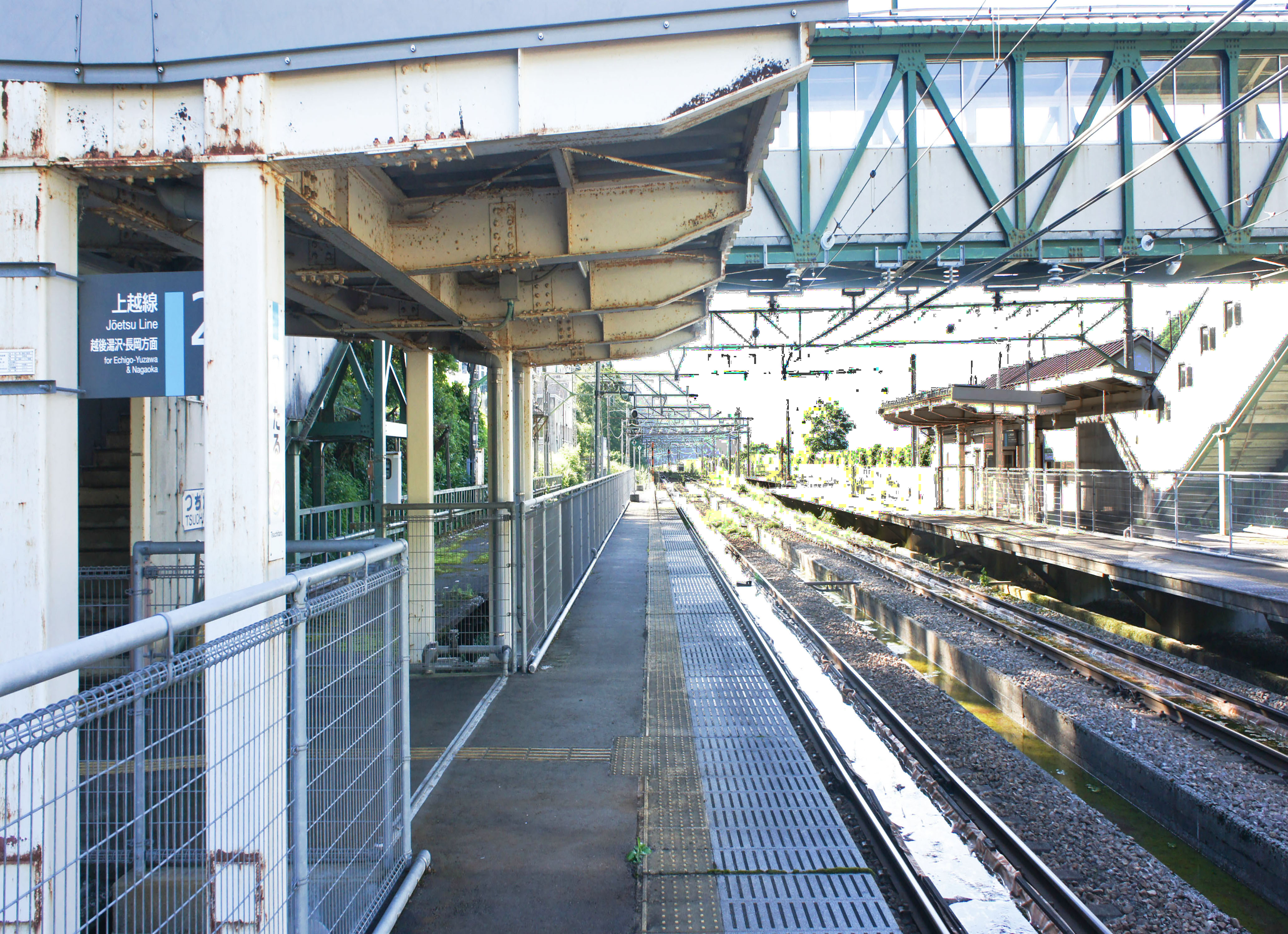
ホーム（2021年7月）

## 駅周辺

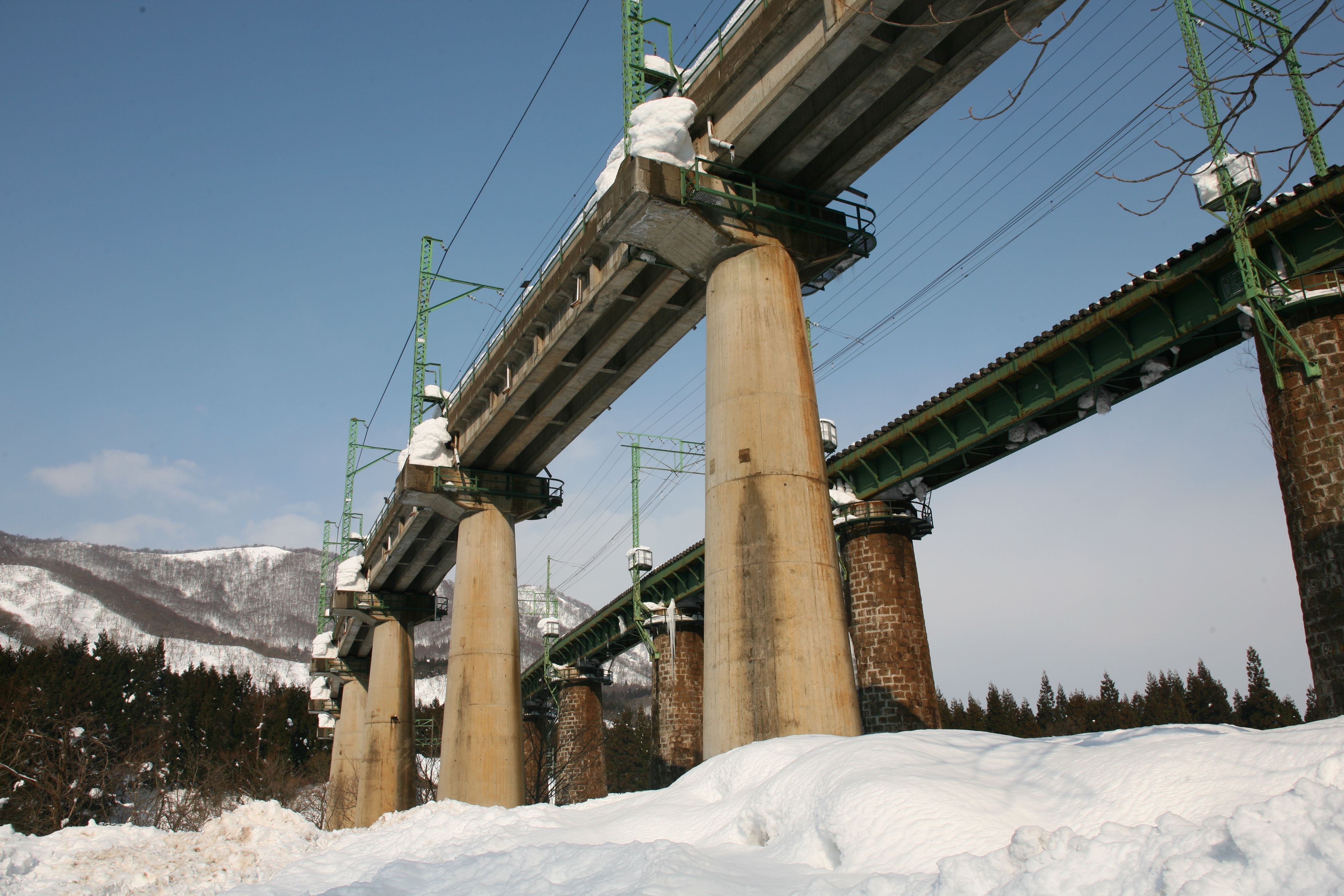
毛渡沢橋梁

土樽の名前を持つが、旧土樽村の中心部は越後中里駅付近に当たり、駅周辺に人家はない。付近にある東京発電の水力発電所・土樽発電所（7,000キロワット）は1974年（昭和49年）に無人化されている。上り線ホーム横を関越自動車道が通っており、当駅東に土樽パーキングエリアが設けられているが、ウォークインゲートがないため外部からのアクセスはできない。
また、当駅付近を流れる毛渡沢は渓流釣りや川遊びのスポットとして知られ、上越線の毛渡沢橋梁は2017年度（平成29年度）に土木遺産に選定されている。
なお、当駅周辺は群馬県境に位置しているが、群馬県方面への道は蓬峠や谷川岳を越える登山道のみで、自動車の通行可能な道路は存在しない。一度湯沢市街地まで迂回し国道17号を経由する必要があり、並走している関越自動車道に関しても湯沢市街地まで行き、湯沢インターチェンジに乗る必要がある。そのため、当駅から土合駅等への鉄道以外でのアクセスは非常に困難である。

### 以前あった施設
- 土樽スキー場 - 下りホームから徒歩3分でゲレンデに通じており、駅を通らないと到達できないスキー場だった。2004年（平成16年）を最後に営業を廃止した。
- ユースホステル土樽山荘 - 下りホーム端に案内看板があった。2009年（平成21年）4月10日をもって閉館した。

### 登山口
- 吾策新道

## バス路線
当駅から湯沢方面に1 kmほど離れた「土樽」（YT24）バス停にて、越後交通グループの南越後観光バスが運行する路線バスが、当駅近くと越後湯沢駅方面を結んでいた（YT 湯沢 = 湯沢学園 = 中里 = 土樽線）が、2024年（令和6年）9月30日をもって運行を終了した。また、2018年（平成30年）12月時点では、当駅から徒歩数分のところに「蓬橋」（YT25）バス停があり、平日の2往復のみ乗り入れていたが、2019年（平成31年）3月をもって廃止されている。

## 隣の駅
東日本旅客鉄道（JR東日本）
■上越線
土合駅 - 土樽駅 - 越後中里駅

### 当駅周辺の地図
- 越後湯沢周辺ドライブ・ガイドマップ（エンゼルグランディア越後中里）
- 越後湯沢 つちたる見どころマップ（岩原観光協会）